# Silvio Heinevetter
Silvio Heinevetter (Bad Langensalza, 21 de outubro de 1984) é um handebolista profissional alemão, que atua como goleiro, medalhista olímpico

## Carreira
Silvio Heinevetter integrou a Seleção Alemã de Handebol no Rio 2016, conquistando a medalha de bronze.